# Cephalodasys
Cephalodasys is een geslacht van buikharigen uit de familie van de Cephalodasyidae. De wetenschappelijke naam van het geslacht soort werd voor het eerst geldig gepubliceerd in 1926 door Remane.

## Soorten
- Cephalodasys cambriensis (Boaden, 1963)
- Cephalodasys caudatus Rao, 1981
- Cephalodasys dolichosomus Hummon, 2011
- Cephalodasys hadrosomus Hummon, Todaro & Tongiorgi, 1993
- Cephalodasys interinsularis Kieneke, Schmidt-Rhaesa & Hochberg, 2015
- Cephalodasys littoralis Renaud-Debyser, 1964
- Cephalodasys mahoae Yamauchi & Kajihara, 2018
- Cephalodasys maximus Remane, 1926
- Cephalodasys miniceraus Hummon, 1974
- Cephalodasys pacificus Schmidt, 1974
- Cephalodasys palavensis Fize, 1963
- Cephalodasys saegailus Hummon, 2011
- Cephalodasys swedmarki Hummon, 2008
- Cephalodasys turbanelloides (Boaden, 1960)